# Bibliothek russischer Denkwürdigkeiten
Die Bibliothek russischer Denkwürdigkeiten ist eine deutschsprachige Buchreihe, die in den Jahren 1894 und 1895 bei Cotta in Stuttgart erschien. Sie enthält Werke aus der russischen Memoirenliteratur und wurde von dem deutschen Historiker Theodor Schiemann (1847–1921) herausgegeben. Die Bände sind mit einer biographischen Einleitung, Beilagen und Erläuterungen versehen. Insgesamt erschienen sieben Bände.

## Übersicht
1. Sanglen, Jacob I.; Marnitz, Ludwig von: Memoiren von Jacob Jwanowitsch de Sanglen: 1776–1831. Stuttgart: Cotta, 1894
2. Seeland, Alexander Lwowitsch: Erinnerungen von Alexander Lwowitsch Seeland aus der polnischen Revolution von 1830/31. Stuttgart: Cotta, 1894
3. Pirogov, Nikolaj I.: Lebensfragen: Tagebuch eines alten Arztes. Stuttgart: Cotta, 1894 Digitalisat
4. Kavelin, Konstantin D.: Konstantin Kawelins und Iwan Turgenjews Sozial-politischer Briefwechsel mit Alexander Iw. Herzen. Stuttgart: Cotta, 1894 Digitalisat
5. Rozanov, Aleksandr I.: Erinnerungen eines Dorfgeistlichen: ein Beitrag zur Geschichte der Leibeigenschaft und ihrer Aufhebung. Stuttgart: Cotta, 1894
6. Bakunin, Michael Aleksandrovič: Michail Bakunins Sozial-politischer Briefwechsel mit Alexander Jw. Herzen und Ogarjow. Stuttgart: Cotta, 1895 Digitalisat
7. Nikitenko, Aleksandr Vasil'evič: Jugenderinnerungen des Professors Alexander Iwanowitsch Nikitenko. Stuttgart: Cotta, 1895